# Campeonato Mundial de Voleibol Masculino Sub-21 de 2013
El XVII Campeonato Mundial de Voleibol Masculino Sub-21 de 2013 se celebró en Turquía del 22 de agosto al 1 de septiembre de 2013. Esta será la primera edición del torneo que cuenta con 20 equipos. Fue organizado por la Federación Internacional de Voleibol. El campeonato se jugó en la subsede de Ankara/Izmir.

## Clasificaciones
| Confederación | Método de Clasificación                                            | Fecha                                   | Lugar                                                                           | Vacantes | Equipo                              |
| ------------- | ------------------------------------------------------------------ | --------------------------------------- | ------------------------------------------------------------------------------- | -------- | ----------------------------------- |
| FIVB          | Sede                                                               | 18 de marzo de 2012                     | Lausana, Suiza                                                                  | 1        | Turquía                             |
| AVC           | Campeonato Asiático de Voleibol Masculino Sub-21 de 2012           | 27 de septiembre - 5 de octubre de 2012 | Urmia, Irán                                                                     | 4        | Japón China Irán India              |
| CAVB          | Campeonato Africano de Voleibol Masculino Sub-21 de 2013           | 02-9 de marzo de 2013                   | Sidi Bou Said, Túnez                                                            | 4        | Túnez · Egipto · Ruanda · Marruecos |
| CEV           | Campeonato Europeo de Voleibol Masculino Sub-21 de 2012            | 24 de agosto - 2 de septiembre de 2012  | Gdynia, Polonia · Randers, Dinamarca                                            | 1        | Italia                              |
| CEV           | Torneo Clasificatorio Europeo de Voleibol Masculino Sub-21 de 2013 | 07-12 de agosto de 2013                 | Anapa, Rusia · Saint-Jean-d'Illac, Francia · Sofía, Bulgaria · Ivanjica, Serbia | 4        | Rusia · Francia · Estonia · Serbia  |
| CSV           | Campeonato Sudamericano Masculino de Voleibol Sub-21 de 2012       | 24-28 de octubre de 2012                | Saquarema, Brasil                                                               | 3        | Brasil · Argentina · Venezuela      |
| NORCECA       | Campeonato NORCECA de Voleibol Masculino Sub-21 de 2012            | 27 de agosto - 1 de septiembre de 2012  | Colorado Springs, Estados Unidos                                                | 3        | Estados Unidos · Canadá · México    |

## Equipos participantes

### Conformación de los grupos
| Grupo A                                          | Grupo B                             | Grupo C                                   | Grupo D                               |
| ------------------------------------------------ | ----------------------------------- | ----------------------------------------- | ------------------------------------- |
| Turquía (Anfitrión) China Egipto Marruecos India | Argentina Irán Japón México Estonia | Serbia Estados Unidos Túnez Canadá Ruanda | Rusia Brasil Italia Francia Venezuela |

## Resultados

### Primera fase
– Clasificado a los Octavos de final.      – Clasificado por el 17.° al 20.° puesto.

#### Grupo A
| Pos. | Equipo    | Partidos | Partidos | Partidos | Pts. | Sets | Sets | Sets  | Puntos | Puntos | Puntos |
| Pos. | Equipo    | PJ       | PG       | PP       | Pts. | SG   | SP   | Ratio | PG     | PP     | Ratio  |
| ---- | --------- | -------- | -------- | -------- | ---- | ---- | ---- | ----- | ------ | ------ | ------ |
| 1    | Turquía   | 4        | 4        | 0        | 11   | 12   | 2    | 6.000 | 334    | 272    | 1.228  |
| 2    | India     | 4        | 3        | 1        | 9    | 9    | 5    | 1.800 | 321    | 293    | 1.096  |
| 3    | China     | 4        | 1        | 3        | 5    | 7    | 9    | 0.778 | 341    | 347    | 0.983  |
| 4    | Egipto    | 4        | 1        | 3        | 3    | 6    | 11   | 0.545 | 356    | 388    | 0.918  |
| 5    | Marruecos | 4        | 1        | 3        | 2    | 4    | 11   | 0.364 | 312    | 364    | 0.857  |

| Fecha        | Equipo 1  | Res.  | Equipo 2  | Set 1 | Set 2 | Set 3 | Set 4 | Set 5 | Total   | Reporte |
| ------------ | --------- | ----- | --------- | ----- | ----- | ----- | ----- | ----- | ------- | ------- |
| 22 de agosto | China     | 3 – 0 | Marruecos | 25-21 | 25-19 | 25-21 | -     | -     | 75–61   | P2P3    |
| 22 de agosto | Turquía   | 3 – 0 | India     | 25-16 | 25-17 | 25-17 | -     | -     | 75–50   | P2P3    |
| 23 de agosto | Egipto    | 3 – 2 | China     | 25-22 | 18-25 | 18-25 | 25-21 | 18-16 | 104–109 | P2P3    |
| 23 de agosto | Marruecos | 0 – 3 | Turquía   | 24-26 | 21-25 | 22-25 | -     | -     | 67–76   | P2P3    |
| 24 de agosto | India     | 3 – 1 | Marruecos | 23-25 | 25-18 | 26-24 | 25-11 | -     | 99–78   | P2P3    |
| 24 de agosto | Turquía   | 3 – 0 | Egipto    | 26-24 | 25-23 | 25-13 | -     | -     | 76–60   | P2P3    |
| 25 de agosto | Egipto    | 1 – 3 | India     | 25-22 | 21-25 | 16-25 | 16-25 | -     | 78–97   | P2P3    |
| 25 de agosto | China     | 2 – 3 | Turquía   | 25-21 | 19-25 | 25-21 | 20-25 | 6-15  | 95–107  | P2P3    |
| 26 de agosto | India     | 3 – 0 | China     | 25-21 | 25-23 | 25-18 | -     | -     | 75–62   | P2P3    |
| 26 de agosto | Marruecos | 3 – 2 | Egipto    | 18-25 | 16-25 | 25-23 | 32-30 | 15-11 | 106–114 | P2P3    |

#### Grupo B
| Pos. | Equipo    | Partidos | Partidos | Partidos | Pts. | Sets | Sets | Sets   | Puntos | Puntos | Puntos |
| Pos. | Equipo    | PJ       | PG       | PP       | Pts. | SG   | SP   | Ratio  | PG     | PP     | Ratio  |
| ---- | --------- | -------- | -------- | -------- | ---- | ---- | ---- | ------ | ------ | ------ | ------ |
| 1    | Irán      | 4        | 4        | 0        | 12   | 12   | 1    | 12.000 | 329    | 261    | 1.261  |
| 2    | Argentina | 4        | 3        | 1        | 9    | 9    | 4    | 2.250  | 310    | 283    | 1.095  |
| 3    | Japón     | 4        | 1        | 3        | 4    | 5    | 10   | 0.500  | 354    | 360    | 0.983  |
| 4    | México    | 4        | 1        | 3        | 3    | 4    | 10   | 0.400  | 292    | 345    | 0.846  |
| 5    | Estonia   | 4        | 1        | 3        | 2    | 6    | 11   | 0.545  | 363    | 399    | 0.910  |

| Fecha        | Equipo 1  | Res.  | Equipo 2  | Set 1 | Set 2 | Set 3 | Set 4 | Set 5 | Total   | Reporte |
| ------------ | --------- | ----- | --------- | ----- | ----- | ----- | ----- | ----- | ------- | ------- |
| 22 de agosto | Irán      | 3 – 1 | Estonia   | 22-25 | 25-11 | 25-17 | 25-22 | -     | 97–75   | P2P3    |
| 22 de agosto | Japón     | 3 – 1 | México    | 23-25 | 29-27 | 25-17 | 25-16 | -     | 102–85  | P2P3    |
| 23 de agosto | Estonia   | 3 – 2 | Japón     | 27-29 | 25-23 | 19-25 | 26-24 | 15-8  | 112–109 | P2P3    |
| 23 de agosto | Argentina | 0 – 3 | Irán      | 19-25 | 20-25 | 18-25 | -     | -     | 57–75   | P2P3    |
| 24 de agosto | Japón     | 0 – 3 | Argentina | 26-28 | 20-25 | 26-28 | -     | -     | 72–81   | P2P3    |
| 24 de agosto | México    | 3 – 1 | Estonia   | 25-22 | 25-19 | 17-25 | 29-27 | -     | 96–93   | P2P3    |
| 25 de agosto | Argentina | 3 – 0 | México    | 25-22 | 25-14 | 25-17 | -     | -     | 75–53   | P2P3    |
| 25 de agosto | Irán      | 3 – 0 | Japón     | 28-26 | 29-27 | 25-18 | -     | -     | 82–71   | P2P3    |
| 26 de agosto | México    | 0 – 3 | Irán      | 20-25 | 21-25 | 16-25 | -     | -     | 57–75   | P2P3    |
| 26 de agosto | Estonia   | 1 – 3 | Argentina | 19-25 | 25-22 | 17-25 | 21-25 | -     | 82–97   | P2P3    |

#### Grupo C
| Pos. | Equipo         | Partidos | Partidos | Partidos | Pts. | Sets | Sets | Sets   | Puntos | Puntos | Puntos |
| Pos. | Equipo         | PJ       | PG       | PP       | Pts. | SG   | SP   | Ratio  | PG     | PP     | Ratio  |
| ---- | -------------- | -------- | -------- | -------- | ---- | ---- | ---- | ------ | ------ | ------ | ------ |
| 1    | Serbia         | 4        | 4        | 0        | 12   | 12   | 1    | 12.000 | 326    | 260    | 1.254  |
| 2    | Estados Unidos | 4        | 2        | 2        | 6    | 7    | 7    | 1.000  | 329    | 290    | 1.134  |
| 3    | Canadá         | 4        | 2        | 2        | 6    | 7    | 7    | 1.000  | 309    | 314    | 0.984  |
| 4    | Túnez          | 4        | 2        | 2        | 6    | 7    | 7    | 1.000  | 309    | 314    | 0.984  |
| 5    | Ruanda         | 4        | 0        | 4        | 0    | 1    | 12   | 0.083  | 234    | 329    | 0.711  |

| Fecha        | Equipo 1       | Res.  | Equipo 2       | Set 1 | Set 2 | Set 3 | Set 4 | Set 5 | Total  | Reporte |
| ------------ | -------------- | ----- | -------------- | ----- | ----- | ----- | ----- | ----- | ------ | ------- |
| 22 de agosto | Estados Unidos | 3 – 1 | Ruanda         | 25-11 | 25-18 | 27-29 | 25-14 | -     | 102–72 | P2P3    |
| 22 de agosto | Túnez          | 1 – 3 | Canadá         | 15-25 | 15-25 | 29-27 | 19-25 | -     | 77–102 | P2P3    |
| 23 de agosto | Ruanda         | 0 – 3 | Túnez          | 12-25 | 15-25 | 18-25 | -     | -     | 45–75  | P2P3    |
| 23 de agosto | Serbia         | 3 – 0 | Estados Unidos | 25-23 | 25-23 | 25-17 | -     | -     | 75–63  | P2P3    |
| 24 de agosto | Túnez          | 0 – 3 | Serbia         | 17-25 | 25-27 | 24-26 | -     | -     | 66–78  | P2P3    |
| 24 de agosto | Canadá         | 3 – 0 | Ruanda         | 25-17 | 27-25 | 25-22 | -     | -     | 77–64  | P2P3    |
| 25 de agosto | Serbia         | 3 – 1 | Canadá         | 23-25 | 25-18 | 25-16 | 25-19 | -     | 98–78  | P2P3    |
| 25 de agosto | Estados Unidos | 1 – 3 | Túnez          | 23-25 | 19-25 | 25-16 | 22-25 | -     | 89–91  | P2P3    |
| 26 de agosto | Canadá         | 0 – 3 | Estados Unidos | 15-25 | 15-25 | 22-25 | -     | -     | 52–75  | P2P3    |
| 26 de agosto | Ruanda         | 0 – 3 | Serbia         | 13-25 | 20-25 | 20-25 | -     | -     | 53–75  | P2P3    |

#### Grupo D
| Pos. | Equipo    | Partidos | Partidos | Partidos | Pts. | Sets | Sets | Sets  | Puntos | Puntos | Puntos |
| Pos. | Equipo    | PJ       | PG       | PP       | Pts. | SG   | SP   | Ratio | PG     | PP     | Ratio  |
| ---- | --------- | -------- | -------- | -------- | ---- | ---- | ---- | ----- | ------ | ------ | ------ |
| 1    | Rusia     | 4        | 3        | 1        | 9    | 11   | 6    | 1.833 | 397    | 344    | 1.154  |
| 2    | Francia   | 4        | 3        | 1        | 8    | 9    | 5    | 1.800 | 315    | 298    | 1.057  |
| 3    | Brasil    | 4        | 2        | 2        | 8    | 10   | 6    | 1.667 | 367    | 344    | 1.067  |
| 4    | Italia    | 4        | 2        | 2        | 5    | 6    | 8    | 0.750 | 318    | 331    | 0.961  |
| 5    | Venezuela | 4        | 0        | 4        | 0    | 1    | 12   | 0.083 | 245    | 325    | 0.754  |

| Fecha        | Equipo 1  | Res.  | Equipo 2  | Set 1 | Set 2 | Set 3 | Set 4 | Set 5 | Total   | Reporte |
| ------------ | --------- | ----- | --------- | ----- | ----- | ----- | ----- | ----- | ------- | ------- |
| 22 de agosto | Brasil    | 3 – 0 | Italia    | 25-21 | 35-33 | 25-23 | -     | -     | 85–77   | P2P3    |
| 22 de agosto | Francia   | 3 – 0 | Venezuela | 25-17 | 26-24 | 25-18 | -     | -     | 76–59   | P2P3    |
| 23 de agosto | Italia    | 0 – 3 | Francia   | 19-25 | 16-25 | 23-25 | -     | -     | 58–75   | P2P3    |
| 23 de agosto | Rusia     | 3 – 2 | Brasil    | 25-17 | 23-25 | 25-20 | 21-25 | 16-14 | 110–101 | P2P3    |
| 24 de agosto | Francia   | 0 – 3 | Rusia     | 17-25 | 22-25 | 18-25 | -     | -     | 57–75   | P2P3    |
| 24 de agosto | Venezuela | 0 – 3 | Italia    | 15-25 | 16-25 | 25-27 | -     | -     | 56–77   | P2P3    |
| 25 de agosto | Rusia     | 3 – 1 | Venezuela | 25-20 | 25-16 | 22-25 | 25-19 | -     | 97–80   | P2P3    |
| 25 de agosto | Brasil    | 2 – 3 | Francia   | 23-25 | 18-25 | 25-17 | 26-24 | 14-16 | 106–107 | P2P3    |
| 26 de agosto | Venezuela | 0 – 3 | Brasil    | 14-25 | 23-25 | 13-25 | -     | -     | 50–75   | P2P3    |
| 26 de agosto | Italia    | 3 – 2 | Rusia     | 23-25 | 27-25 | 30-28 | 11-25 | 15-12 | 106–115 | P2P3    |

### Fase final

#### Octavos de final
|  | Octavos de final | Octavos de final |           |         | Cuartos de final | Cuartos de final |  |         | Semifinales  | Semifinales  |        |              | Final           | Final           |  |
|  | 28 de agosto     | 28 de agosto     |           |         | 30 de agosto     | 30 de agosto     |  |         | 31 de agosto | 31 de agosto |        |              | 1 de septiembre | 1 de septiembre |  |
|  |                  |                  |           |         |                  |                  |  |         |              |              |        |              |                 |                 |  |
|  |                  |                  |           |         |                  |                  |  |         |              |              |        |              |                 |                 |  |
|  | Irán             | 3                |           |         |                  |                  |  |         |              |              |        |              |                 |                 |  |
|  | Irán             | 3                |           |         |                  |                  |  |         |              |              |        |              |                 |                 |  |
|  | Egipto           | 0                |           |         |                  |                  |  |         |              |              |        |              |                 |                 |  |
|  | Egipto           | 0                |           | Brasil  | 3                |                  |  |         |              |              |        |              |                 |                 |  |
|  |                  |                  |           | Brasil  | 3                |                  |  |         |              |              |        |              |                 |                 |  |
|  |                  |                  | Irán      | 0       |                  |                  |  |         |              |              |        |              |                 |                 |  |
|  | Estados Unidos   | 1                | Irán      | 0       |                  |                  |  |         |              |              |        |              |                 |                 |  |
|  | Estados Unidos   | 1                |           |         |                  |                  |  |         |              |              |        |              |                 |                 |  |
|  | Brasil           | 3                |           |         |                  |                  |  |         |              |              |        |              |                 |                 |  |
|  | Brasil           | 3                |           |         |                  |                  |  | Brasil  | 3            |              |        |              |                 |                 |  |
|  |                  |                  |           |         |                  |                  |  | Brasil  | 3            |              |        |              |                 |                 |  |
|  |                  |                  | Italia    | 1       |                  |                  |  |         |              |              |        |              |                 |                 |  |
|  | Argentina        | 3                | Italia    | 1       |                  |                  |  |         |              |              |        |              |                 |                 |  |
|  | Argentina        | 3                |           |         |                  |                  |  |         |              |              |        |              |                 |                 |  |
|  | China            | 1                |           |         |                  |                  |  |         |              |              |        |              |                 |                 |  |
|  | China            | 1                |           | Italia  | 3                |                  |  |         |              |              |        |              |                 |                 |  |
|  |                  |                  |           | Italia  | 3                |                  |  |         |              |              |        |              |                 |                 |  |
|  |                  |                  | Argentina | 2       |                  |                  |  |         |              |              |        |              |                 |                 |  |
|  | Italia           | 3                | Argentina | 2       |                  |                  |  |         |              |              |        |              |                 |                 |  |
|  | Italia           | 3                |           |         |                  |                  |  |         |              |              |        |              |                 |                 |  |
|  | Serbia           | 2                |           |         |                  |                  |  |         |              |              |        |              |                 |                 |  |
|  | Serbia           | 2                |           |         |                  |                  |  |         |              |              |        | Rusia        | 3               |                 |  |
|  |                  |                  |           |         |                  |                  |  |         |              |              |        | Rusia        | 3               |                 |  |
|  |                  |                  | Brasil    | 0       |                  |                  |  |         |              |              |        |              |                 |                 |  |
|  | India            | 3                | Brasil    | 0       |                  |                  |  |         |              |              |        |              |                 |                 |  |
|  | India            | 3                |           |         |                  |                  |  |         |              |              |        |              |                 |                 |  |
|  | Japón            | 0                |           |         |                  |                  |  |         |              |              |        |              |                 |                 |  |
|  | Japón            | 0                |           | Rusia   | 3                |                  |  |         |              |              |        |              |                 |                 |  |
|  |                  |                  |           | Rusia   | 3                |                  |  |         |              |              |        |              |                 |                 |  |
|  |                  |                  | India     | 0       |                  |                  |  |         |              |              |        |              |                 |                 |  |
|  | Rusia            | 3                | India     | 0       |                  |                  |  |         |              |              |        |              |                 |                 |  |
|  | Rusia            | 3                |           |         |                  |                  |  |         |              |              |        |              |                 |                 |  |
|  | Túnez            | 0                |           |         |                  |                  |  |         |              |              |        |              |                 |                 |  |
|  | Túnez            | 0                |           |         |                  |                  |  | Francia | 1            |              |        |              |                 |                 |  |
|  |                  |                  |           |         |                  |                  |  | Francia | 1            |              |        |              |                 |                 |  |
|  |                  |                  | Rusia     | 3       |                  |                  |  |         |              |              |        |              |                 |                 |  |
|  | México           | 0                | Rusia     | 3       |                  |                  |  |         |              |              |        |              |                 |                 |  |
|  | México           | 0                |           |         |                  |                  |  |         |              |              |        |              |                 |                 |  |
|  | Turquía          | 3                |           |         |                  |                  |  |         |              |              |        |              |                 |                 |  |
|  | Turquía          | 3                |           | Francia | 3                |                  |  |         |              |              |        | Tercer lugar | Tercer lugar    |                 |  |
|  |                  |                  |           | Francia | 3                |                  |  |         |              |              |        | Tercer lugar | Tercer lugar    |                 |  |
|  |                  |                  | Turquía   | 0       |                  |                  |  |         |              |              |        |              |                 |                 |  |
|  | Francia          | 3                | Turquía   | 0       |                  |                  |  |         |              |              | Italia | 3            |                 |                 |  |
|  | Francia          | 3                |           |         |                  |                  |  |         |              |              | Italia | 3            |                 |                 |  |
|  | Canadá           | 2                |           |         |                  |                  |  |         |              |              |        |              | Francia         | 1               |  |
|  | Canadá           | 2                |           |         |                  |                  |  |         |              |              |        |              | Francia         | 1               |  |
|  |                  |                  |           |         |                  |                  |  |         |              |              |        |              |                 |                 |  |

### Resultados

#### Octavos de final
| Fecha        | Equipo 1  | Res.  | Equipo 2       | Set 1 | Set 2 | Set 3 | Set 4 | Set 5 | Total   | Reporte |
| ------------ | --------- | ----- | -------------- | ----- | ----- | ----- | ----- | ----- | ------- | ------- |
| 28 de agosto | Irán      | 3 – 0 | Egipto         | 25-21 | 25-20 | 25-11 | -     | -     | 75–52   | P2P3    |
| 28 de agosto | Brasil    | 3 – 1 | Estados Unidos | 25-22 | 23-25 | 25-18 | 25-22 | -     | 98–87   | P2P3    |
| 28 de agosto | Argentina | 3 – 1 | China          | 25-19 | 25-23 | 23-25 | 29-27 | -     | 102–94  | P2P3    |
| 28 de agosto | Italia    | 3 – 2 | Serbia         | 21-25 | 25-19 | 25-21 | 28-30 | 15-5  | 114–100 | P2P3    |
| 28 de agosto | India     | 3 – 0 | Japón          | 25-18 | 25-23 | 25-20 | -     | -     | 75–61   | P2P3    |
| 28 de agosto | Rusia     | 3 – 0 | Túnez          | 25-23 | 25-15 | 25-21 | -     | -     | 75–59   | P2P3    |
| 28 de agosto | México    | 0 – 3 | Turquía        | 14-25 | 14-25 | 18-25 | -     | -     | 46–75   | P2P3    |
| 28 de agosto | Francia   | 3 – 2 | Canadá         | 22-25 | 25-21 | 25-15 | 23-25 | 15-10 | 110–96  | P2P3    |

#### Cuartos de final
| Fecha        | Equipo 1 | Res.  | Equipo 2  | Set 1 | Set 2 | Set 3 | Set 4 | Set 5 | Total  | Reporte |
| ------------ | -------- | ----- | --------- | ----- | ----- | ----- | ----- | ----- | ------ | ------- |
| 30 de agosto | Brasil   | 3 – 0 | Irán      | 25-21 | 25-20 | 25-22 | -     | -     | 75–63  | P2P3    |
| 30 de agosto | Italia   | 3 – 2 | Argentina | 25-20 | 23-25 | 20-25 | 25-15 | 15-11 | 108–96 | P2P3    |
| 30 de agosto | Rusia    | 3 – 0 | India     | 25-21 | 25-15 | 25-16 | -     | -     | 75–52  | P2P3    |
| 30 de agosto | Francia  | 3 – 0 | Turquía   | 25-21 | 25-22 | 27-25 | -     | -     | 77–68  | P2P3    |

#### Semifinal
| Fecha        | Equipo 1 | Res.  | Equipo 2 | Set 1 | Set 2 | Set 3 | Set 4 | Set 5 | Total  | Reporte |
| ------------ | -------- | ----- | -------- | ----- | ----- | ----- | ----- | ----- | ------ | ------- |
| 31 de agosto | Brasil   | 3 – 1 | Italia   | 22-25 | 25-18 | 25-19 | 25-23 | -     | 97–85  | P2P3    |
| 31 de agosto | Francia  | 1 – 3 | Rusia    | 25-27 | 26-24 | 18-25 | 25-27 | -     | 94–103 | P2P3    |

#### Tercer lugar
| Fecha           | Equipo 1 | Res.  | Equipo 2 | Set 1 | Set 2 | Set 3 | Set 4 | Set 5 | Total | Reporte |
| --------------- | -------- | ----- | -------- | ----- | ----- | ----- | ----- | ----- | ----- | ------- |
| 1 de septiembre | Francia  | 1 – 3 | Italia   | 21-25 | 16-25 | 25-20 | 26-28 | -     | 88–98 | P2P3    |

#### Final
| Fecha           | Equipo 1 | Res.  | Equipo 2 | Set 1 | Set 2 | Set 3 | Set 4 | Set 5 | Total | Reporte |
| --------------- | -------- | ----- | -------- | ----- | ----- | ----- | ----- | ----- | ----- | ------- |
| 1 de septiembre | Rusia    | 3 – 0 | Brasil   | 25-16 | 25-16 | 25-20 | -     | -     | 75–52 | P2P3    |

#### Clasificación 5.º al 8.º puesto
|  | Semifinales | Semifinales |      |         | 5º puesto | 5º puesto |  |
|  |             |             |      |         |           |           |  |
|  |             |             |      |         |           |           |  |
|  | Irán        | 3           |      |         |           |           |  |
|  | Irán        | 3           |      |         |           |           |  |
|  | Argentina   | 0           |      |         |           |           |  |
|  | Argentina   | 0           |      | Turquía | 1         |           |  |
|  |             |             |      | Turquía | 1         |           |  |
|  |             |             | Irán | 3       |           |           |  |
|  | India       | 0           | Irán | 3       |           |           |  |
|  | India       | 0           |      |         |           |           |  |
|  | Turquía     | 3           |      |         | 7º puesto | 7º puesto |  |
|  | Turquía     | 3           |      |         | 7º puesto | 7º puesto |  |
|  |             |             |      |         |           |           |  |
|  |             |             |      |         | Argentina | 3         |  |
|  |             |             |      |         | Argentina | 3         |  |
|  |             |             |      |         | India     | 2         |  |
|  |             |             |      |         | India     | 2         |  |
|  |             |             |      |         |           |           |  |

#### Semifinales 5° al 8° puesto
| Fecha        | Equipo 1 | Res.  | Equipo 2  | Set 1 | Set 2 | Set 3 | Set 4 | Set 5 | Total | Reporte |
| ------------ | -------- | ----- | --------- | ----- | ----- | ----- | ----- | ----- | ----- | ------- |
| 31 de agosto | Irán     | 3 – 0 | Argentina | 25-21 | 25-23 | 28-26 | -     | -     | 78–70 | P2P3    |
| 31 de agosto | India    | 0 – 3 | Turquía   | 18-25 | 23-25 | 20-25 | -     | -     | 61–75 | P2P3    |

#### Partido por el 7.º y 8.º puesto
| Fecha           | Equipo 1  | Res.  | Equipo 2 | Set 1 | Set 2 | Set 3 | Set 4 | Set 5 | Total   | Reporte |
| --------------- | --------- | ----- | -------- | ----- | ----- | ----- | ----- | ----- | ------- | ------- |
| 1 de septiembre | Argentina | 3 – 2 | India    | 22-25 | 23-25 | 26-24 | 25-19 | 15-7  | 111–100 | P2P3    |

#### Partido por el 5.º y 6.º puesto
| Fecha           | Equipo 1 | Res.  | Equipo 2 | Set 1 | Set 2 | Set 3 | Set 4 | Set 5 | Total | Reporte |
| --------------- | -------- | ----- | -------- | ----- | ----- | ----- | ----- | ----- | ----- | ------- |
| 1 de septiembre | Turquía  | 1 – 3 | Irán     | 25-19 | 21-25 | 18-25 | 18-25 | -     | 82–94 | P2P3    |

#### Clasificación 9.º al 16.º puesto
|  | Cuartos de final | Cuartos de final |                 |        | Semifinal      | Semifinal  |  |  | 9º puesto       | 9º puesto |
|  |                  |                  |                 |        |                |            |  |  |                 |           |
|  | 30 de agosto     |                  |                 |        |                |            |  |  |                 |           |
|  |                  |                  |                 |        |                |            |  |  |                 |           |
|  | Estados Unidos   | 3                |                 |        |                |            |  |  |                 |           |
|  | Estados Unidos   | 3                | 31 de agosto    |        |                |            |  |  |                 |           |
|  | Egipto           | 1                |                 |        |                |            |  |  |                 |           |
|  | Egipto           | 1                | Estados Unidos  | 1      |                |            |  |  |                 |           |
|  | 30 de agosto     |                  | Estados Unidos  | 1      |                |            |  |  |                 |           |
|  |                  | Serbia           | 3               |        |                |            |  |  |                 |           |
|  | China            | Serbia           | 3               | 0      |                |            |  |  |                 |           |
|  | China            |                  | 1 de septiembre | 0      |                |            |  |  |                 |           |
|  | Serbia           | 3                |                 |        |                |            |  |  |                 |           |
|  | Serbia           | 3                | Serbia          | 3      |                |            |  |  |                 |           |
|  | 30 de agosto     |                  | Serbia          | 3      |                |            |  |  |                 |           |
|  |                  | Japón            | 0               |        |                |            |  |  |                 |           |
|  | Japón            | Japón            | 0               | 3      |                |            |  |  |                 |           |
|  | Japón            | 31 de agosto     |                 | 3      |                |            |  |  |                 |           |
|  | Túnez            | 1                |                 |        |                |            |  |  |                 |           |
|  | Túnez            | 1                | Japón           | 3      | 11º puesto     | 11º puesto |  |  |                 |           |
|  | 30 de agosto     |                  | Japón           | 3      | 11º puesto     | 11º puesto |  |  |                 |           |
|  |                  | Canadá           | 2               |        |                |            |  |  |                 |           |
|  | Canadá           | Canadá           | 2               | 3      | Estados Unidos | 3          |  |  |                 |           |
|  | Canadá           |                  |                 | 3      | Estados Unidos | 3          |  |  |                 |           |
|  | México           | 1                |                 | Canadá | 0              |            |  |  |                 |           |
|  | México           | 1                |                 |        | 0              |            |  |  |                 |           |
|  |                  |                  |                 |        |                |            |  |  | 1 de septiembre |           |
|  |                  |                  |                 |        |                |            |  |  |                 |           |

#### Cuartos de final 9.º al 16.º puesto
| Fecha        | Equipo 1       | Res.  | Equipo 2 | Set 1 | Set 2 | Set 3 | Set 4 | Set 5 | Total | Reporte |
| ------------ | -------------- | ----- | -------- | ----- | ----- | ----- | ----- | ----- | ----- | ------- |
| 30 de agosto | Estados Unidos | 3 – 1 | Egipto   | 22-25 | 25-21 | 25-23 | 25-20 | -     | 97–89 | P2P3    |
| 30 de agosto | China          | 0 – 3 | Serbia   | 20-25 | 18-25 | 16-25 | -     | -     | 54–75 | P2P3    |
| 30 de agosto | Japón          | 3 – 1 | Túnez    | 23-25 | 25-17 | 25-23 | 25-19 | -     | 98–84 | P2P3    |
| 30 de agosto | Canadá         | 3 – 1 | México   | 25-23 | 19-25 | 25-13 | 25-18 | -     | 94–79 | P2P3    |

#### Semifinal 9.º al 12.º puesto
| Fecha        | Equipo 1       | Res.  | Equipo 2 | Set 1 | Set 2 | Set 3 | Set 4 | Set 5 | Total   | Reporte |
| ------------ | -------------- | ----- | -------- | ----- | ----- | ----- | ----- | ----- | ------- | ------- |
| 30 de agosto | Estados Unidos | 1 – 3 | Serbia   | 24-26 | 22-25 | 25-19 | 24-26 | -     | 95–96   | P2P3    |
| 30 de agosto | Japón          | 3 – 2 | Canadá   | 18-25 | 25-20 | 25-17 | 26-28 | 17-15 | 111–105 | P2P3    |

#### Partido por el 11.º y 12.º puesto
| Fecha        | Equipo 1       | Res.  | Equipo 2 | Set 1 | Set 2 | Set 3 | Set 4 | Set 5 | Total | Reporte |
| ------------ | -------------- | ----- | -------- | ----- | ----- | ----- | ----- | ----- | ----- | ------- |
| 30 de agosto | Estados Unidos | 3 – 0 | Canadá   | 25-16 | 25-17 | 25-18 | -     | -     | 75–51 | P2P3    |

#### Partido por el 9.º y 10.º puesto
| Fecha        | Equipo 1 | Res.  | Equipo 2 | Set 1 | Set 2 | Set 3 | Set 4 | Set 5 | Total | Reporte |
| ------------ | -------- | ----- | -------- | ----- | ----- | ----- | ----- | ----- | ----- | ------- |
| 30 de agosto | Japón    | 0 – 3 | Serbia   | 16-25 | 21-25 | 23-25 | -     | -     | 60–75 | P2P3    |

#### Clasificación 13.º al 16.º puesto
|  | Semifinales | Semifinales |       |        | 13º puesto | 13º puesto |  |
|  |             |             |       |        |            |            |  |
|  |             |             |       |        |            |            |  |
|  | Egipto      | 3           |       |        |            |            |  |
|  | Egipto      | 3           |       |        |            |            |  |
|  | China       | 2           |       |        |            |            |  |
|  | China       | 2           |       | Egipto | 2          |            |  |
|  |             |             |       | Egipto | 2          |            |  |
|  |             |             | Túnez | 3      |            |            |  |
|  | Túnez       | 3           | Túnez | 3      |            |            |  |
|  | Túnez       | 3           |       |        |            |            |  |
|  | México      | 2           |       |        | 15º puesto | 15º puesto |  |
|  | México      | 2           |       |        | 15º puesto | 15º puesto |  |
|  |             |             |       |        |            |            |  |
|  |             |             |       |        | México     | 2          |  |
|  |             |             |       |        | México     | 2          |  |
|  |             |             |       |        | China      | 3          |  |
|  |             |             |       |        | China      | 3          |  |
|  |             |             |       |        |            |            |  |

#### Semifinal 13.º al 16.º puesto
| Fecha        | Equipo 1 | Res.  | Equipo 2 | Set 1 | Set 2 | Set 3 | Set 4 | Set 5 | Total   | Reporte |
| ------------ | -------- | ----- | -------- | ----- | ----- | ----- | ----- | ----- | ------- | ------- |
| 31 de agosto | Egipto   | 3 – 2 | China    | 29-31 | 25-23 | 17-25 | 25-13 | 19-17 | 75–52   | P2P3    |
| 31 de agosto | Túnez    | 3 – 2 | México   | 23-25 | 25-23 | 22-25 | 25-15 | 21-19 | 116–107 | P2P3    |

#### Partido por el 15.º y 16.º puesto
| Fecha           | Equipo 1 | Res.  | Equipo 2 | Set 1 | Set 2 | Set 3 | Set 4 | Set 5 | Total  | Reporte |
| --------------- | -------- | ----- | -------- | ----- | ----- | ----- | ----- | ----- | ------ | ------- |
| 1 de septiembre | México   | 2 – 3 | China    | 25-22 | 26-24 | 19-25 | 20-25 | 9-15  | 99–111 | P2P3    |

#### Partido por el 13.º y 14.º puesto
| Fecha           | Equipo 1 | Res.  | Equipo 2 | Set 1 | Set 2 | Set 3 | Set 4 | Set 5 | Total  | Reporte |
| --------------- | -------- | ----- | -------- | ----- | ----- | ----- | ----- | ----- | ------ | ------- |
| 1 de septiembre | Egipto   | 2 – 3 | Túnez    | 25-17 | 19-25 | 25-23 | 23-25 | 7-15  | 99–105 | P2P3    |

#### Clasificación 17.º al 20.º puesto
| Pos. | Equipo    | Partidos | Partidos | Partidos | Pts. | Sets | Sets | Sets  | Puntos | Puntos | Puntos |
| Pos. | Equipo    | PJ       | PG       | PP       | Pts. | SG   | SP   | Ratio | PG     | PP     | Ratio  |
| ---- | --------- | -------- | -------- | -------- | ---- | ---- | ---- | ----- | ------ | ------ | ------ |
| 1    | Estonia   | 3        | 3        | 0        | 8    | 9    | 2    | 4.500 | 268    | 221    | 1.213  |
| 2    | Marruecos | 3        | 1        | 2        | 4    | 6    | 6    | 1.800 | 265    | 263    | 1.008  |
| 3    | Venezuela | 3        | 1        | 2        | 4    | 5    | 7    | 0.714 | 264    | 262    | 1.005  |
| 4    | Estonia   | 3        | 1        | 2        | 2    | 3    | 8    | 0.375 | 212    | 263    | 0.806  |

| Fecha           | Equipo 1  | Res.  | Equipo 2  | Set 1 | Set 2 | Set 3 | Set 4 | Set 5 | Total   | Reporte |
| --------------- | --------- | ----- | --------- | ----- | ----- | ----- | ----- | ----- | ------- | ------- |
| 29 de agosto    | Estonia   | 3 – 2 | Marruecos | 22-25 | 25-22 | 28-30 | 26-24 | 15-12 | 116–113 | P2P3    |
| 29 de agosto    | Venezuela | 2 – 3 | Ruanda    | 25-27 | 25-23 | 25-18 | 21-25 | 15-17 | 111–110 | P2P3    |
| 30 de agosto    | Marruecos | 1 – 3 | Venezuela | 20-25 | 25-20 | 15-25 | 17-25 | -     | 77–95   | P2P3    |
| 30 de agosto    | Ruanda    | 0 – 3 | Estonia   | 12-25 | 25-27 | 13-25 | -     | -     | 50–77   | P2P3    |
| 1 de septiembre | Estonia   | 3 – 0 | Venezuela | 25-22 | 25-21 | 25-15 | -     | -     | 75–58   | P2P3    |
| 1 de septiembre | Marruecos | 3 – 0 | Ruanda    | 25-21 | 25-10 | 25-21 | -     | -     | 75–52   | P2P3    |

## Podio
| Rusia           |
| Campeón         |
| Rusia 9º título |

| Brasil      |
| Sub-Campeón |
| Brasil      |

| Italia   |
| 3º Lugar |
| Italia   |